# Златна була (1242)
Златна була из 1242. године је документ угарског краља Беле IV којим је Градец проглашен слободним краљевским градом.

## Историја
Бела IV Арпад донео је Златну булу непосредно након провале Монгола на подручје Славоније. Издата је 16. новембра 1242. године у Вировитици и представља важан докуменат у историји хрватске престонице. Градец је постао слободан краљевски град. То се односило на унутрашњу самоуправу, право бирања градског поглавара. Судију је бирало градско веће једном годишње. Грађани Градеца ослобођени су плаћања мостарина и путарина унутар Угарског краљевства. 
Градец се обавезао да изгради јаке зидове, краљу шаље децет наоружаних војника у случају похода на Приморје, Корушку и Аустрију, издржавање краља, херцега Славоније и бана током њиховог боравка у граду. Године 1266. краљ је потврдио права Градеца и ослободио га војне обавезе због великих трошкова за изградњу зидина. 